# Оріль
Орі́ль, або Оре́ль, Єре́ль (д.-рус. Уголъ) — річка в Україні, ліва притока Дніпра (басейн Чорного моря).

## Опис
Загальна довжина річки — 346 км, площа басейну — 9 800 км², похил річки —  0,27 м/км. Річкова долина асиметрична, праві схили високі й круті, ліві низькі й пологі, завширшки від 2—3 м у верхів'ї до 16 м (біля селища Перещепине) — 22 м (біля гирла). Заплава подекуди заболочена, є стариці, ширина 3—4 км.
Мінералізація води Орелі висока — в середньому становить: весняна повінь — 1588 мг/дм³; літньо-осіння межень — 1964 мг/дм³; зимова межень — 2109 мг/дм³. Використовується як рибництво, водопостачання, для зрошення. Оріль є однією з найчистіших річок Європи.

## Географічне розташування
Бере початок біля села Єфремівки. Тече територією Лозівського, Берестинського районів Харківської області, Полтавського району Полтавської області, Павлоградського, Самарівського та  Дніпровського районів Дніпропетровської області.

## Гідрологія
Річище дуже звивисте, завширшки від 2—10 м до 40 м, на плесах — до 100 м, завглибшки до 6 м. Течія спокійна. Дно піщане. Замерзає наприкінці листопада — початку грудня, скресає наприкінці березня. Характерними є весняна повінь й літня межень. На окремих ділянках влітку пересихає. Живлення загалом снігове й дощове. Середній стік за 31 км від гирла становить 13,2 м³/с.
Гідрологічні пости побудовані біля сіл Степанівки (1930) і Чорноглазівки (1925 рік), селище Царичанки (1952 рік).
У 1967 році в пониззі річки (Петриківський район) від села Могилів (18 км вище старого гирла Орелі) до смт Обухівка протягом 61 км в руслі річки Протовча споруджено штучне річище. Оріль впадає у Дніпро, за 450 км від його гирла, що на 41 км нижче старого річища. На ділянці від села Придніпрянське (колишнє — Радянське) до села Могилева річка змінила свою течію. Заплавою Орелі пролягає канал Дніпро — Донбас, збудованого у 1970—1981 роках. Гідроспоруди змінили річище — тепер його довжина становить 370 км. У нижній течії (від селища Обухівка) судноплавна. У заплаві річки розташоване озеро за назвою Гряковий Лиман.

## Назва
Своєю назвою Оріль співзвучна з давнішньою назвою народу «орії» —  оралі землі, землероби. За іншою версією назва походить з тюркського äirili «косий, кривий», äiri «косий» або тюркського airy «вилоподібна гілка, тріщина, ріг», airyly «та, що має роги». Інша назва річки «Угол» (ѥго же Русь зовуть Уголъ), очевидно, є слов'янською калькою тюркського гідроніма (угол, вугол — «кут», «ріг»). Звідси, можливо, етнонім уличі (від *угличі).

## Історія
Про Приорілля існує багато легенд, одна з них про Оріль: 
|  | Жив колись на Рящанській горі Змій, який щороку забирав у неволю найкращу дівчину з навколишніх сіл. Одного року в тих краях поселилась родина, в якій було три сини-ковалі та красуня донька. Прийшла черга і до красуні йти до Змія. Не погодились з цим брати і вирішили боротися зі Змієм. Викували собі брати по важкому мечу і розпочали битву зі Змієм. Сили були не рівними, але любов до сестри надихала братам все сильніше й сильніше. Юнаки виграли битву. Знесилений Змій захотів пити і почвалав напитися до Дніпра. Брати запрягли змія в плуг і проорали за ним глибоку борозну. Визволені з полону дівчата заплакали від радощів і наповнили борозну численними дівочими слізьми. З тих пір і несе Оріль до Дніпра чисту як дівоча сльоза воду. |

## Природа
На берегах  Орелі зростає цмин пісковий, підмаренник справжній, звіробій звичайний, деревій, материнка звичайна, пижмо, шавлія сухостепова (Salvia tesquicola), блекота чорна, влеріана лікарська,  плакун верболистий та інші травянисті рослини. Влітку в затишних куточках на водних просторах Орілі красується  Лілея — біла, тендітна, чиста, тонкої краси квітка водних просторів України. Лілея —  краса Орілі. Вона здавна  є символом світла, ніжності, чистоти. 
У річці водяться сом, лящ, щука, судак, окунь. Зустрічаються зайці, лисиці, кабани, вовки, сарни, олені. Велике розмаїття птахів: дикі качки, кулики, водяні курки, фазани, чаплі, журавлі, дрохви (Otis tarda), куріпки, перепели. Трапляються лунь очеретяний (Circus aeruginosus) та степовий (Circus macrourus), яструб. Береги місцями вкриті пойменними лісами. В нижній течії розташований Дніпровсько-Орільський заповідник.
Історик Дмитро Яворницький за багатство рибою, птаством, а берегів — лісом образно назвав її «молочною річкою з медовими берегами».

## Населені пункти
Над річкою розташовані населені пункти (від витоку до гирла): Єфремівка, Нова Семенівка, Мар'ївка, Дмитрівка, Новоіванівка, Верхня Орілька, Яковлівка, Мар'ївка, Мотузівка, Нововолодимирівка, Красноярка, Нагірне, Лигівка, Надеждине, Олексіївка, Петрівка, Степанівка, Миколаївка, Андріївка, Аполлонівка, Халтуріна, Запарівка, Яблунівка, Терни, Піскувате, Чорноглазівка, Чернявщина, Шандрівка, Орілька, Ганнівка, Великі Бучки, Керносівка, Багата Чернещина, Багате, Перещепине, Старе Мажарове, Нове Пекельне, Старе Пекельне, Зіньківщина, Личкове, Ковпаківка, Котовка, Ряське, Чернеччина, Гупалівка, Нехвороща, Маячка, Бабайківка, Царичанка, Китайгород, Могилів, Плавещина, Катеринівка, Придніпрянське.

## Об'єкти на річці
| Область          | Відстань від гирла, км | Відстань від витоків, км | Назва             | Тип           | Примітка                               |
| ---------------- | ---------------------- | ------------------------ | ----------------- | ------------- | -------------------------------------- |
| Харківська       | 320                    | 0                        | витік             |               | с. Єфремівка                           |
| Харківська       | 305                    | 15                       | Шляхова           | права притока | довжина 14 км, сточище 103 км²         |
| Харківська       | 268                    | 52                       | Куций (Сугарь)    | права притока | довжина 16 км, сточище 84 км²          |
| Харківська       | 251                    | 69                       | Орілька           | ліва притока  | довжина 95 км, сточище 805 км²         |
| Харківська       | 224                    | 96                       | Вошива            | права притока | довжина 29 км, сточище 195 км²         |
| Харківська       | 198                    | 122                      | Багата            | права притока | довжина 67 км, сточище 563 км²         |
| Дніпропетровська | 196                    | 124                      | Багатенька        | ліва притока  | довжина 29 км, сточище 207 км²         |
| Харківська       | 186                    | 134                      | Можарка           | права притока | довжина 24 км, сточище 102 км²         |
| Дніпропетровська | 178                    | 142                      | Широка Кільченька | ліва притока  | довжина 26 км, сточище 104 км²         |
| Дніпропетровська | 178                    | 142                      | Перещепине        | місто         |                                        |
| Харківська       | 161                    | 159                      | Балка Бердянка    | права притока | довжина 18 км, сточище 52 км²          |
| Харківська       | 150                    | 170                      | Берестова         | права притока | довжина 99 км, сточище 1 810 км²       |
| Харківська       | 137                    | 183                      | Орчик             | права притока | довжина 104 км, сточище 1 465 км²      |
| Полтавська       | 92                     | 228                      | Мокра Лип'янка    | права притока | довжина 43 км, сточище 425 км²         |
| Полтавська       | 82                     | 238                      | Нехворощанка      | права притока | довжина 17 км (21 км), сточище 100 км² |
| Дніпропетровська | 68                     | 252                      | Мокра Заплавка    | ліва притока  | довжина 30 км, сточище 301 км²         |
| Дніпропетровська | 59                     | 261                      | Мокра Маячка      | права притока | довжина 22 км, сточище 268 км²         |
| Дніпропетровська | 47                     | 273                      | Журавка           | ліва притока  | довжина 24 км, сточище 187 км²         |
| Дніпропетровська | 38                     | 282                      | Прядівка          | ліва притока  | довжина 23 км, сточище 231 км²         |
| Дніпропетровська | 38                     | 282                      | Царичанка         | селище        | ← 10,6 м³/с                            |
| Дніпропетровська | 9                      | 311                      | Очеп              | права притока | довжина 14 км, сточище 121 км²         |
| Дніпропетровська | 0                      | 320                      |                   | гирло         | 491 км від гирла Дніпра                |

Примітка: Відстані наведено станом на 1957 рік за виданням «Каталог річок України». — К.: Видавництво АН УРСР, 1957. — 192 с.

## Галерея

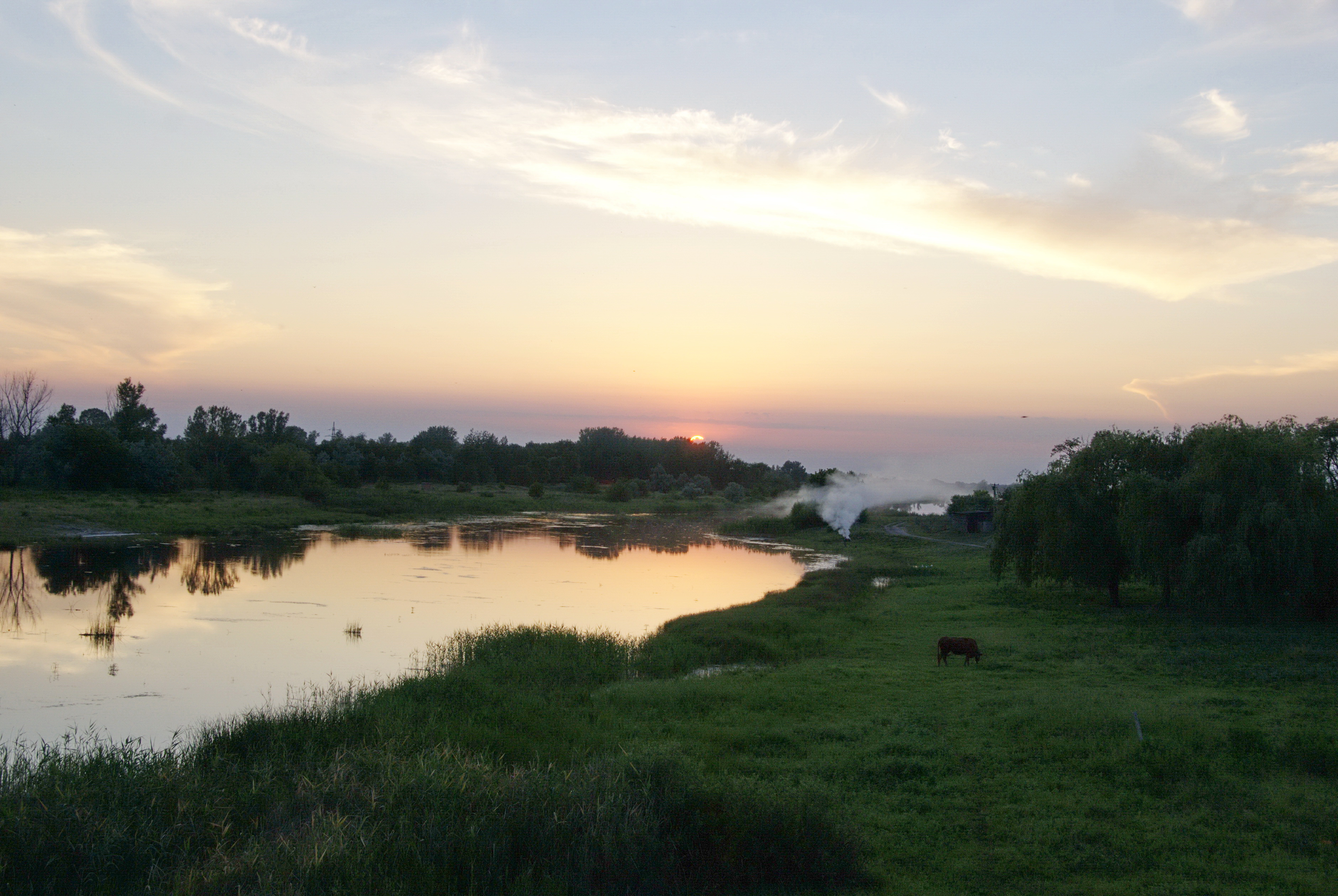
Літній вечір на Орілі
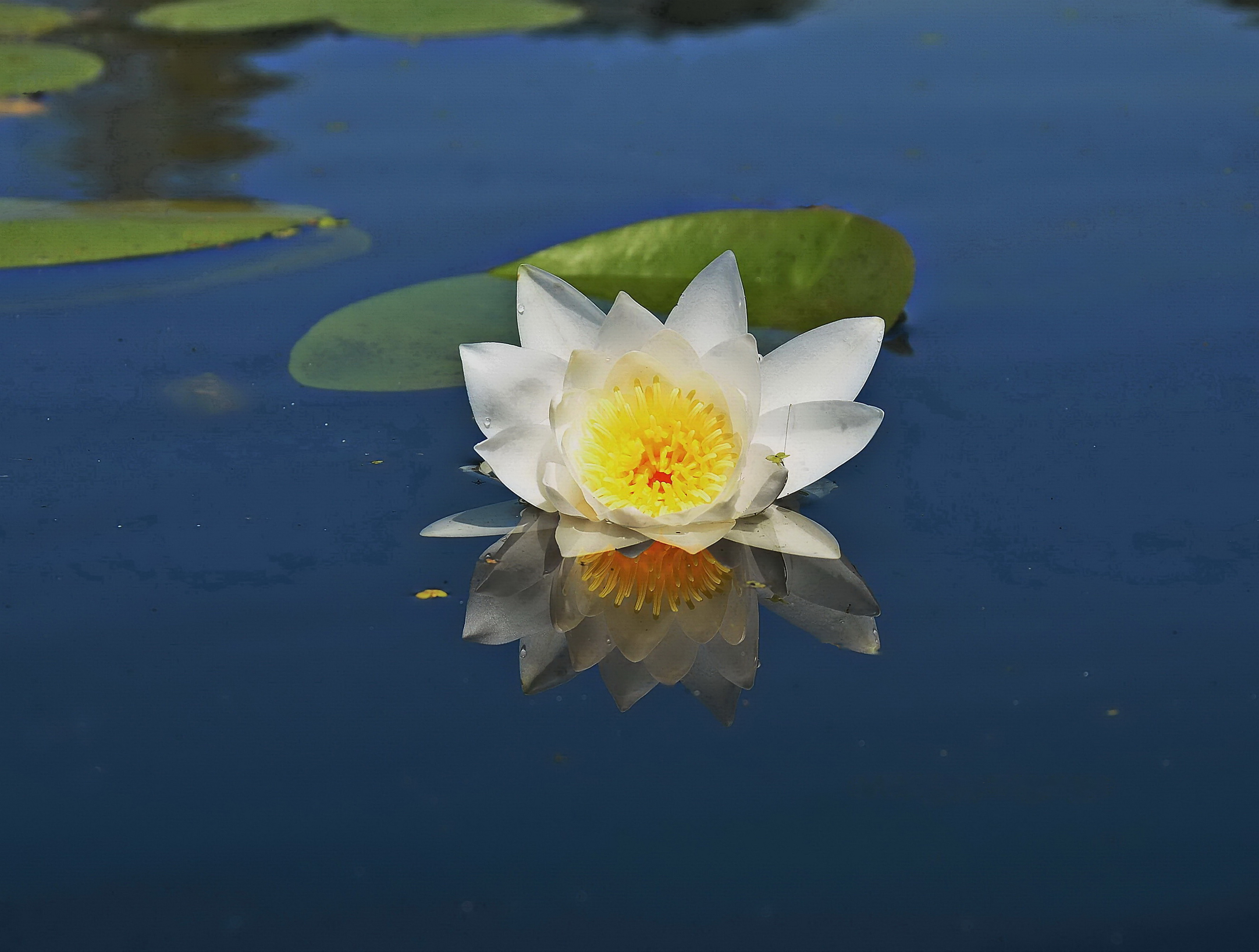
Лілея — краса Орелі (5 серпня 2023)
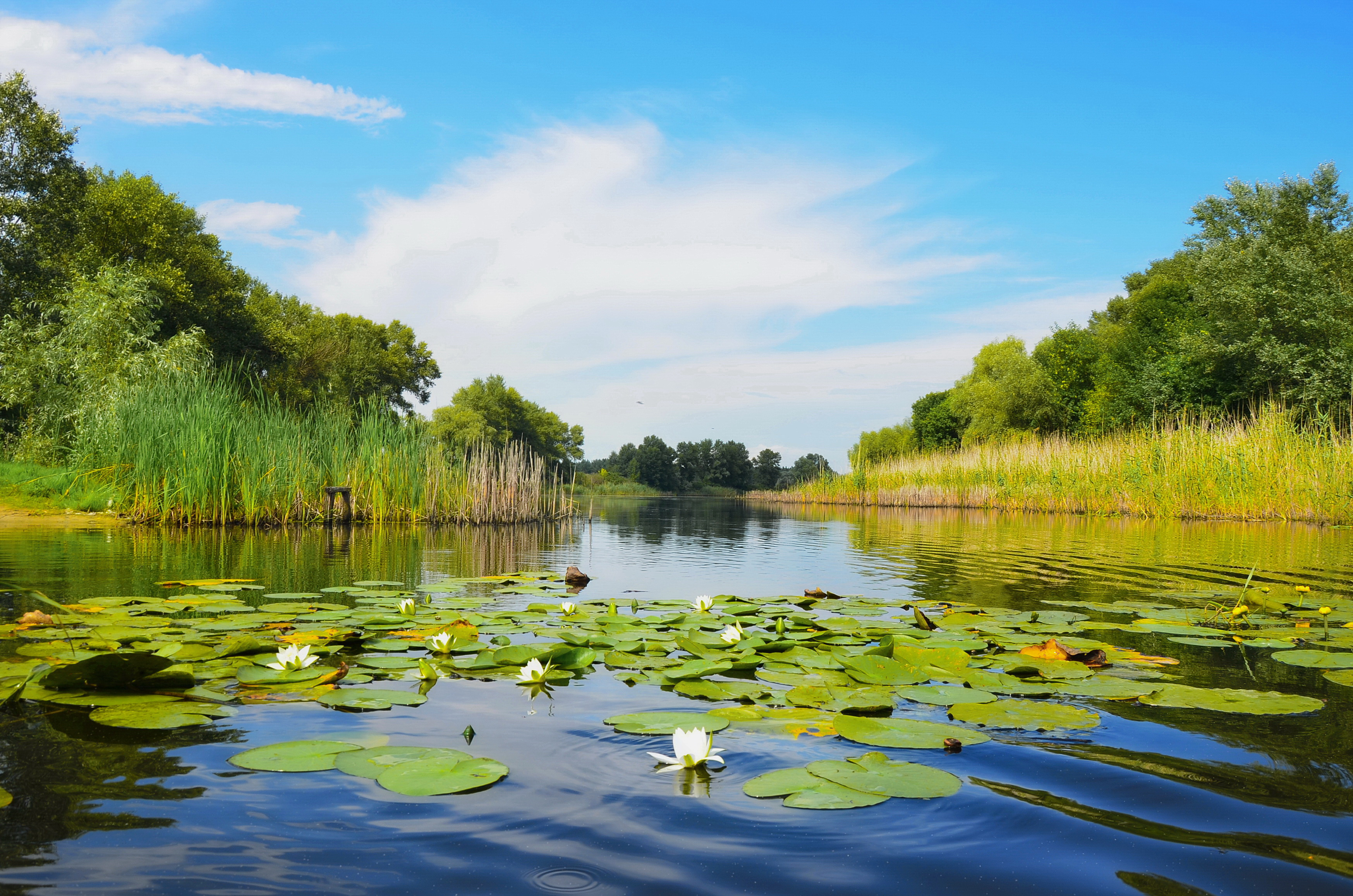
Липневі дні на річці Оріль
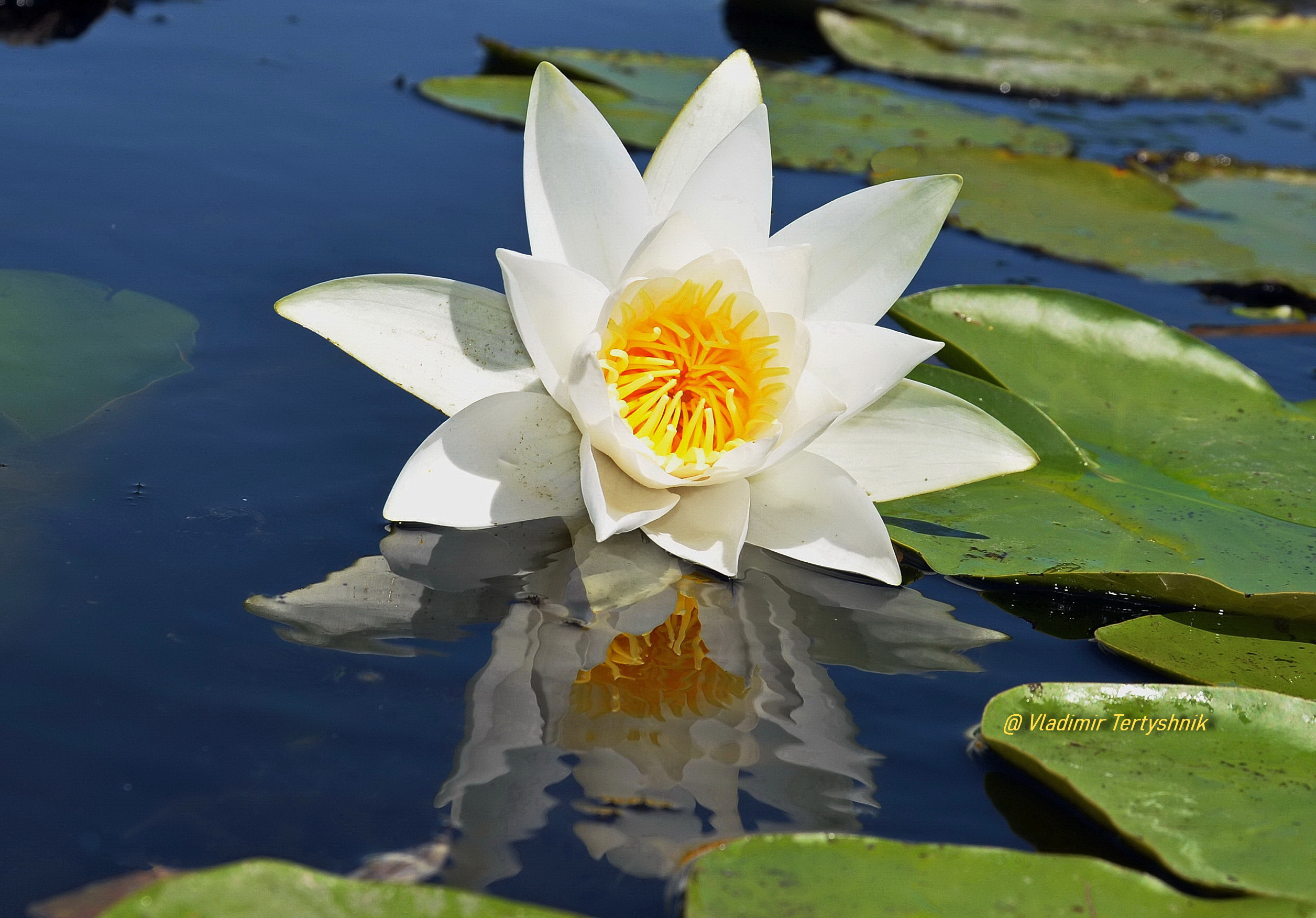
Лілея — сніжно-біла краса на річці Оріль (2024)
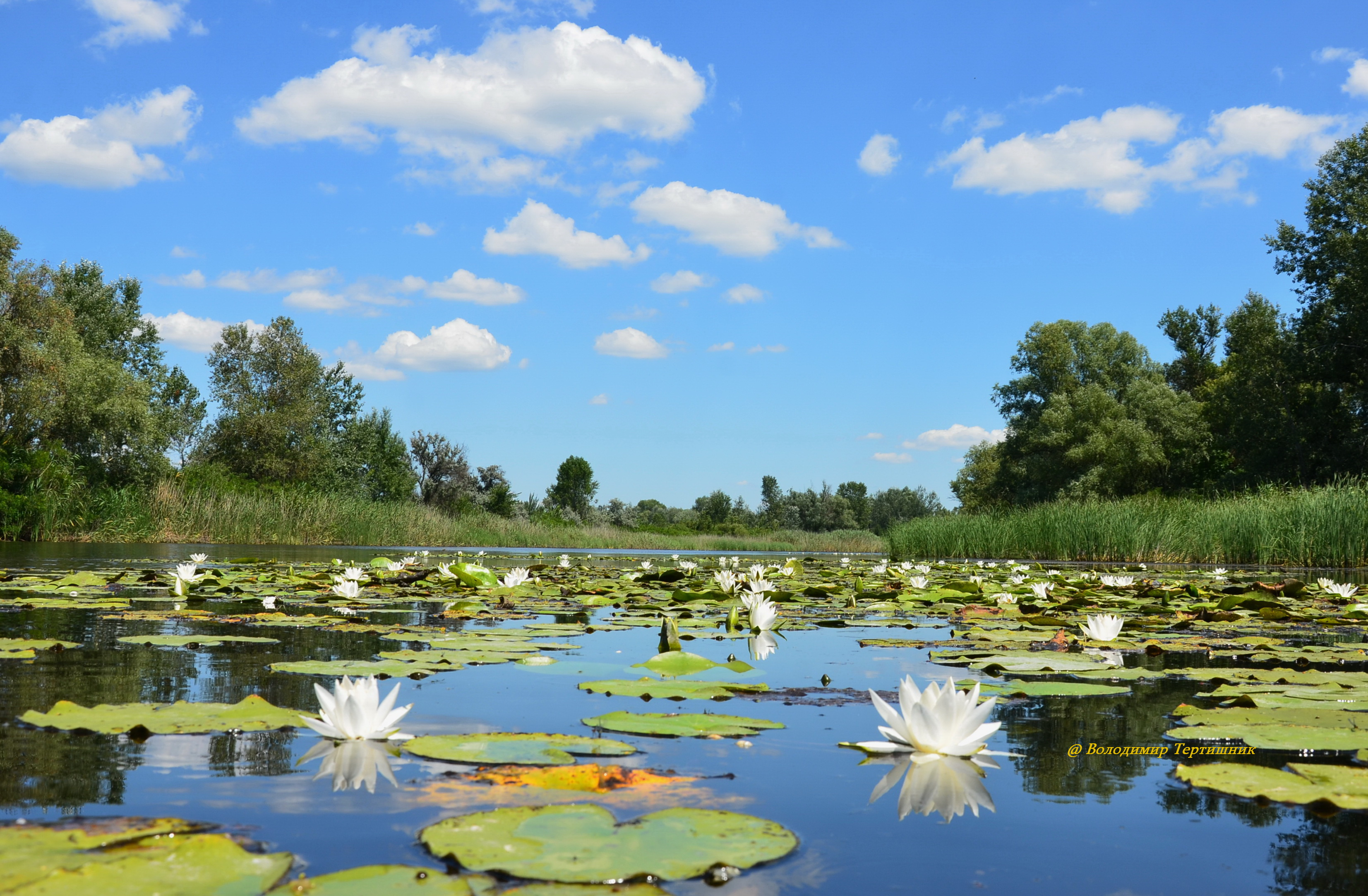
Лілеї — біла краса на річці Оріль